# 209e division motorisée
Pour les articles homonymes, voir 209e division.
La 209e division motorisée (en russe : 209-я моторизованная дивизия) est une division d'infanterie motorisée de l'Armée rouge, créée au début de la Seconde Guerre mondiale.

## Historique
La division commence à se former en mars 1941 dans le cadre de la constitution d'avant-guerre des forces mécanisées soviétiques dans le district militaire spécial de l'Ouest (en) au sein du 17e corps mécanisé. Basée sur la 13e brigade motorisée de mitrailleuses et d'artillerie à Iwie, elle y est toujours implantée le 22 juin. Une fois formée, son ordre de bataille est le suivant :
- 754e régiment de fusiliers motorisés
- 770e régiment de fusiliers motorisés
- 129e régiment de chars
- 675e régiment d'artillerie
- 34e groupe antichar
- 195e groupe antiaérien
- 278e bataillon de reconnaissance
- 398e bataillon du génie léger
- 594e bataillon des transmissions
- 207e groupe du parc d'artillerie
- 385e bataillon médico-sanitaire
- 698e bataillon de transport automobile
- 119e bataillon de réparation
- 44e compagnie de régulation
- 474e compagnie de défense chimique (anti-gaz)
- 310e station postale de campagne
- 381e bureau extérieur de la Banque d'État

Le colonel Alexeï Ilitch Mouraviov est nommé commandant le 11 mars. Tandis que le régiment d'artillerie de la division est au complet et que ses régiments de fusiliers disposent de la plupart de leurs armes lourdes, le 129e régiment de chars ne compte pas un seul char ou véhicule blindé ; comme la plupart des autres divisions motorisées, la 209e ne dispose que d'une petite fraction de ses véhicules automobiles prévus et n'est donc « motorisée » que de nom. Le 17e corps mécanisé est en fait une formation cadre et ne dispose que de 36 chars entre ses 27e et 36e divisions de chars. Au début de l'invasion allemande, le district militaire spécial de l'Ouest est rebaptisé front de l'Ouest et le corps, qui comprend également le 22e régiment de motocyclistes, est sous le commandement direct du front et gardé en réserve, mais commence bientôt à se déplacer vers l'ouest en direction de l'ouest vers Baranavitchy.
À partir du 26 juin, la 209e division prend part avec son corps à des batailles défensives près de Baranavitchy, Stowbtsy et Minsk Le 25 ou le 26 juin, le colonel Mouraviov disparaît au combat dans la région de Mir . Son commandant adjoint, le colonel Ivan Terentevitch Tchalenko (ru), prend le commandement et la dirige jusqu'à sa dissolution. Le 5 juillet, la division, avec les autres restes du 17e corps mécanisé, est affectée à la 21e armée, mais à partir du 10 juillet, elle est de nouveau sous le commandement direct du front de l'Ouest. Des éléments de la division réussissent à échapper à l'encerclement autour de Minsk, en traversant la Bérézina et plus tard le Dniepr près de Smolensk, mais il s'agit davantage de réfugiés que de forces combattantes. Alors qu'elle figure toujours dans l'ordre de bataille de l'Armée rouge du 1er août sous le commandement du front de l'Ouest, elle disparaît un mois plus tard et est officiellement dissoute le 19 septembre.